# Schizosaccharomycetes
De Schizosaccharomycetes (synoniem: Octosporomyces) vormen een klasse van Ascomycota binnen het rijk van de schimmels (Fungi).
Tot deze klasse behoren de splijtgistsoorten.

## Taxonomie
De taxonomische indeling van de Schizosaccharomycetes is als volgt:
- Klasse: Schizosaccharomycetes
  - Subklasse: Schizosaccharomycetidae
    - Orde: Schizosaccharomycetales
      - Familie: Schizosaccharomycetaceae